# Kamptodiplosis reudcta
Kamptodiplosis reudcta är en tvåvingeart som beskrevs av Ephraim Porter Felt 1918. Kamptodiplosis reudcta ingår i släktet Kamptodiplosis och familjen gallmyggor.
Artens utbredningsområde är Filippinerna. Inga underarter finns listade i Catalogue of Life.